# Наметникові
Наметникові, або альтаночницеві (Ptilonorhynchidae) — родина птахів ряду горобцеподібних, що містить близько 20 видів у 8 родах. Це середнього розміру птахи, розміри від 22 см, 70 г у наметника золотого до 40 см, 230 г у наметника великого. Живляться вони фруктами, але у молодому віці можуть харчуватися й комахами, нектаром та листям. За забарвленням зазвичай темні, лише деякі види мають яскраве оперення.

## Опис
Наметникові поширені в Австралії та на Новій Гвінеї, переважно в тропічних районах, хоча деякі види мешкають у помірних південних районах Австралії. Займають багато різних типів навколишнього середовища, включаючи дощові ліси, ліси евкаліптів та акацій, чагарники.
Наметникові — полігінні птахи, а всю роботу — спорудження гнізда та доглядання за потомством — здійснює самка. Чашоподібні гнізда роблять на деревах. Живляться комахами, а також ягодами й плодами.
Найхарактернішою особливістю цих птахів є дуже складна шлюбна поведінка. Зокрема в шлюбний період самці будують своєрідні намети, або альтанки, що використовуються для приваблення самок. Існує два головні типи цих альтанок. Птахи одної групи будують їх, обкладаючи гілками молодий пагін дерева, часто утворюючи гострий яткоподібний дах. Інша група птахів будує альтанки у вигляді двох стін з вертикально розташованих паличок. Обидва типи альтанок самець прикрашає яскравими об'єктами, які він може знайти, зокрема яскравими камінцями, ягодами, квітами, мушлями, пір'ям, інколи пластиковими предметами, монетами, шматочками скла. Альтанки одного виду зазвичай одної форми, але можуть істотно відрізнятися одна від одної, а набір прикрас залежить від наявних ресурсів, коли ж їх мало, самці часто крадуть їх у сусідів. Також було показано, що набір і тип прикрас кожного виду відповідає уподобанням самок. Шукаючи самця, самки зазвичай відвідують багато альтанок, інколи кілька разів повертаючись до одної, спостерігаючи за шлюбним ритуалом самця. Часто багато самок обирають одного самця, а решта самців залишаються без пари. Наступного разу самки віддають перевагу тому ж самому самцю, вимагаючи менше від його альтанки.

## Класифікація
Хоча наметників традиційно розглядали як близькоспоріднених з дивоптахами, нещодавні молекулярні дослідження вимушують переглянути цю точку зору. Незважаючи на те, що обидві родини є частиною великого генеалогічного дерева підряду Passeri (яке почало розвиток десь у районі Австралії-Нової Гвінеї), наметникові менш споріднені з дивоптахами, аніж вважалось. Дослідження Чарльза Сіблі з ДНК-ДНК гібридизації поміщають їх ближче до лірохвостів.

### Роди
- Нявкун (Ailuroedus) — 10 видів
- Строкатоволий нявкун (Scenopoeetes) — 1 вид
- Паркетник (Archboldia) — 2 види
- Садороб (Amblyornis) — 4 види
- Золотий наметник (Prionodura) — 1 вид
- Альтанник (Sericulus) — 4 види
- Наметник (Ptilonorhynchus) — 1 вид
- Ойсея (Chlamydera) — 5 видів

## Цікаві факти

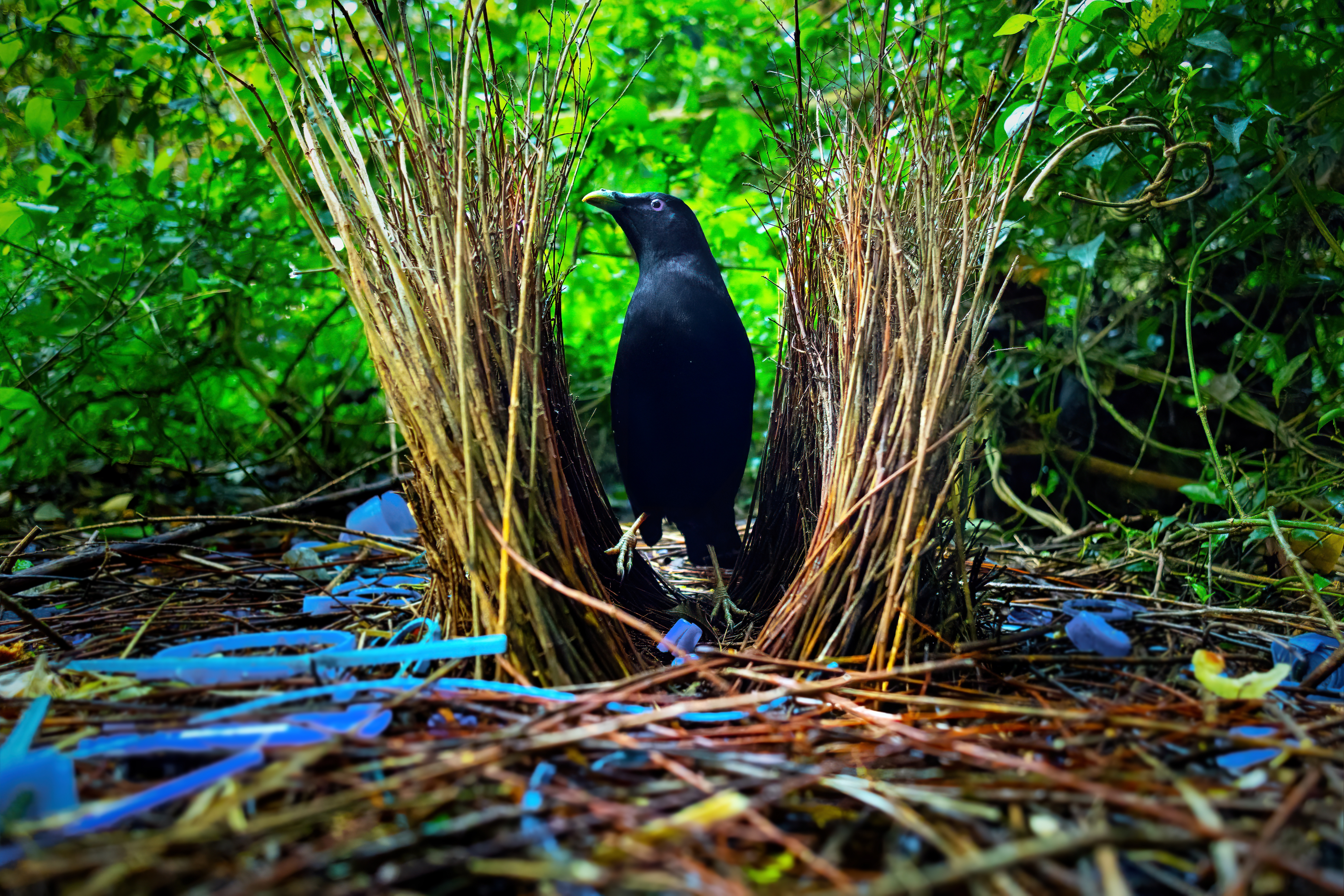
Птах та його будова

Європейці не зразу усвідомили, що будівниками альтанок є ці непоказні птахи. Щодо походження цих будов висувалися різні припущення. Так, капітан Стокс, один з перших дослідників внутрішніх областей Австралії, вважав, що ці курені будують тубільні жінки — для розваги своїх дітей. А тодішній губернатор Австралії сер Джордж Грей запропонував свою «гіпотезу», що альтанки створюють кенгуру, очевидно, приписуючи цій тварині незвичайні вміння
.